# M4カービンに関連する作品の一覧

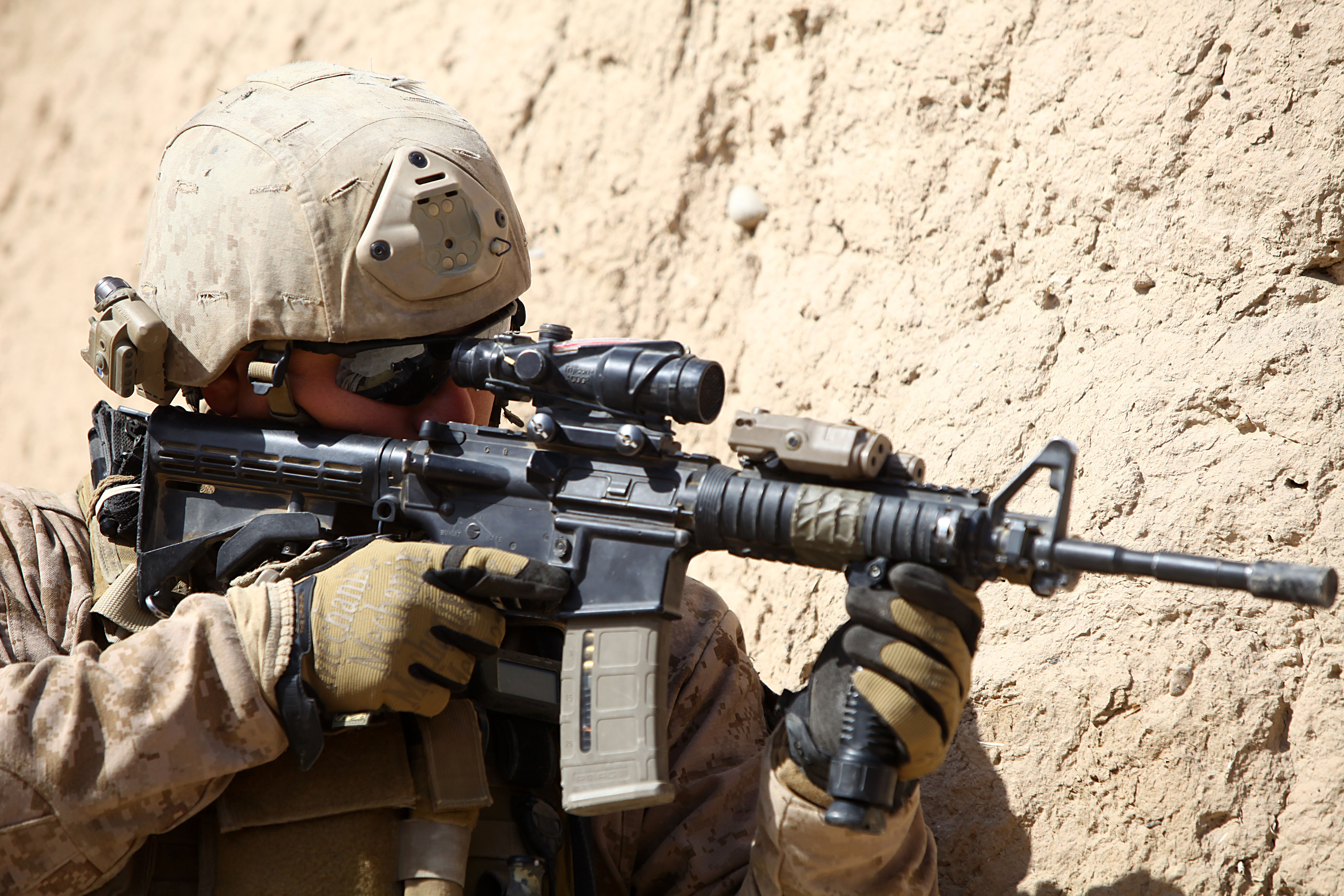
M4カービンを構えるアメリカ海兵隊員

M4カービンに関連する作品の一覧（M4カービンにかんれんするさくひんのいちらん）は、アメリカ合衆国のコルト社が開発した軍用カービン、M4カービンに関連する作品の一覧である。
M4カービンは、アメリカ軍をはじめとする世界中の軍隊や法執行機関の一般部隊から特殊部隊に至るまで広く採用されていることから、知名度が高く数多くの作品に登場しており、多種多様なアクセサリーを装着できるので、様々なカスタマイズをされたM4カービンを各作品で見ることができる。

## 映画
『AVP2 エイリアンズVS.プレデター』
コロラド州軍第89中隊の歩兵が暗視スコープとフォアグリップを装着したA1をエイリアンの群れに対して使用。州兵全滅後は主人公達が回収し、エイリアンとザ・クリーナーに対して使用する。
『GODZILLA ゴジラ』
アメリカ軍がEOテック社製ホロサイト、AN/PEQ-2 レーザーサイトを装備したものを所持。一部の隊員はAN/PEQ-15 レーザーサイトを装備したものを所持。ゴジラやムートーに銃撃するが効果なし。
『RED/レッド』
物語冒頭、主人公のフランク・モーゼズの家を襲った傭兵がEOテック社製ホロサイトとM203を装着したA1を使用。FBIとSWATがEOテック社製ホロサイトとタクティカルライト、フォアグリップを装着したものを使用。
『S.W.A.T.』
"ホンド"ダン・ハレルソン巡査部長、ジム・ストリート巡査、"ディーク"ディーコン・ケイ巡査を始めロサンゼルス市警察SWATの隊員が、シュアファイア M500AB ウェポンライト、トリジコン TA47 ACOGを装着したA1を使用。また、序盤の銀行強盗事件での失態の責任を取りスカンク・ワークへ移動させられていたストリート巡査の元へ、ハレルソン巡査部長が調整のためにA1を持ってくる。
『THE NEXT GENERATION -パトレイバー-』
EPISODE:4で指名手配犯の蜂野一郎がフォアグリップ、ホロサイト、ブースターを装着した状態で所持。
『アイ・アム・レジェンド』
主人公のロバート・ネビルアメリカ陸軍中佐が食料や物資を調達すべく外出する際に、護身や狩猟目的で所持。フラッシュライトとスコープとレイルシステムを装着している。また、ネビルは予備の銃として同様の銃を保管している。この他、回想シーンでニューヨークを隔離すべく緊急出動した米陸軍の兵士の一部がM4のノーマルモデルやサプレッサーを装着した物を装備している。
『相棒 -劇場版III- 巨大密室! 特命係 絶海の孤島へ』
特殊作戦群の隊員たちが、固定式銃床に変更したA1を携行しており、主人公らに対して銃口を向ける。
『亜人』
佐藤と高橋がEOテック社製ホロサイトを装着したA1を使用。また佐藤が研究所襲撃時にブースターを装着した狙撃仕様のものを逃走する主人公の背中に向け照準する。なお1発の銃声に対し数発の薬莢が排出される描写ミスが存在する。
『アメリカン・スナイパー』
米陸軍・海兵隊・Navy SEALsが所持。
『アメリカン・ソルジャーズ』
一般兵が使用。
『エアフォース・ワン』
コルシュノフ率いるロシア人テロリストグループが機内の武器庫から強奪して使用した銃器の一部がA1。コルシュノフ自身も本銃を使用する。
『エクスペンダブルズ』
エクスペンダブルズメンバーが所持。
『エクスペンダブルズ2』
エクスペンダブルズメンバーが所持。序盤ではM26 MASSを装着している。
『エクスペンダブルズ3 ワールドミッション』
エクスペンダブルズメンバーが所持。
『エンド・オブ・ホワイトハウス』
シークレットサービスのエージェントが、ワシントンD.Cに飛来した北朝鮮テロリストのAC-130や、ホワイトハウスに内に侵入したテロリストとの銃撃戦にて、EOテック社製ホロサイト、フォアグリップ、フラッシュライト、AN/PEQ-15を装着したA1を使用。また、主人公が救出した大統領の息子を外に連れ出すため、ホワイトハウスに侵入したHRT隊員と、ホワイトハウス奪回作戦に出動したNavy SEALsも同様の仕様のA1を装備。一部はサプレッサーやブースターサイトを装着。
『エンド・オブ・ステイツ』
主人公マイク・バニングやシークレットサービスのERT隊員、民間軍事会社のオペレーター、民兵がEOテック社製ホロサイト、もしくはACOGとフォアグリップを装置したA1を使用。また、民間軍事会社のオペレーターの1人はM203を、民兵はブースターサイトを装置している。シークレットサービス隊員のM4A1にはマグプル社製ハンドガードおよびCTRストックが装着されている。
『オール・ユー・ニード・イズ・キル』
重要施設を警備するアメリカ統合防衛軍の憲兵がA1にM68 ドットサイトを装着したものを使用する。
『グリーン・ゾーン』
主人公のロイ・ミラー他登場する米陸軍兵士がA1を使用。ミラーや一部の兵士はスコープを装着した本銃を装備し、劇中でミラーはフルオート射撃だけでなく精度重視のセミオート射撃も行っている。
『恋人はスナイパー 劇場版』
王凱歌（ウォン・カイコー）（内村光良）が、終盤スコープ付きを使用。
『ザ・ウォーカー』
後半の主人公、イーライ達とカーネギーの一味の銃撃戦でジョージがA1を使用。ドットサイトにフォアグリップを装着しているが、妻マーサを殺されて激昂した際にはフォアグリップを正しく握らず、普通の銃と同じような握り方をしている。また、終盤で登場するアルカトラズ島の警備員もA1を装備している。
『ザ・ウォール』
主人公のアレン・アイザック軍曹がドットサイトとフォアグリップを装着したA1を使用する。敵の狙撃手にわざと発砲させるために銃床にヘルメットを被せて壁から突き出すシーンがある。
『ザ・シューター/極大射程』
序盤、ドニー・フェンがダットサイト、M203付きの物を使用しており、ボブ・リー・スワガーも使用する。中盤、傭兵の装備している物をスワガーが奪って使用(ダットサイトのみのシンプルな装備)。なお、ラストで使った物はEOテック社製のレーザーホログラムサイトとサプレッサー、フォアグリップを装備している。
『ザ・プレデター』
主人公のクイン・マッケナがLVOA-Cを、ケイシー・ブラケットとコイルがグレネードランチャーを装着したA1を使用。この他にもスターゲイザーの警備兵とアメリカ軍の兵士もA1を使用している。
『ジュラシック・ワールド』
インジェン社の従業員がジュラシック・ワールドから撤収する際にA1を所持しているほか、インジェン社のセキュリティ部門（ACU）のエージェントがMk.18 Mod.0を使用する。
『スティーヴ・オースティン S.W.A.T.』
倉庫では訓練中のためシムニッション弾を使用。
『世界侵略: ロサンゼルス決戦』
主人公らの主兵装としてACOG、AN/PEQ-15 レーザーサイト、フォアグリップ、フラッシュライトを装着したA1がM16A4と共に登場する。一部のものはM203や銃剣を装着している。
『ターミネーターシリーズ』
『ターミネーター3』
墓地での戦闘でSWAT隊員がT-850に対してC-More ダットサイトとシュアファイア M500AB ウェポンライトを装備したA1を使用。T-850に対して射撃するが、ターミネーターである彼には効かなかった。
『ターミネーター4』
主人公、ジョン・コナーが物語後半、スカイネットセントラルへ潜入する際に装備している武器の1つがA1。R.A.S仕様でM26を装着。T-800との戦闘で使用するが銃撃も銃床での殴打も全く効かず、M26を取り外した状態で破棄される。また、人類抵抗軍の兵士の一部もA1を装備。
『ターミネーター:新起動/ジェニシス』
2017年のサンフランシスコでT-800 (守護者)、サラ・コナー、カイル・リース、ジョン・コナー (T-3000)が使用。サラ・コナーはジョン・コナー (T-3000)が操縦するヘリを攻撃する際に本銃でSIMON ライフルグレネードを発射する。
『ダイ・ハード4.0』
M68 ドットサイト、AN/PEQ-2 レーザーサイト、フォアグリップ、TLR-1 フラッシュライトを装備したA1をFBIとHRT、社会保障局の警備員が使用する。
『ティアーズ・オブ・ザ・サン』
Navy SEALsのウォーターズ、ジー、ドク、フリー、レイクの5人が使用。各自様々な特殊部隊向けオプションパーツが装着された状態で随所に登場する、そのディテール描写が見どころであるとする意見もある。また、近接戦における即射対応能力や軽便化の有用性、M16系の銃をさらに短くする理由を窺い知ることができる作品であるとも評されている。
『デスノート Light up the NEW world』
終盤で廃ホテルに突入したSATがフラッシュライト一体型フォアグリップとEOテック社製ホロサイトを装着したA1を使用。
『デビルマン』
警察官に変装した飛鳥了がA1を使用。
『特攻野郎Aチーム THE MOVIE』
ハンニバルことジョン・スミスがフォアグリップとホロサイト付きのA1を、フェイスことテンプルトン・ペックがフォアグリップとスコープ付きのA1を使用。この他、米軍兵士とパイク率いる傭兵部隊「ブラック・フォレスト」の隊員がA1を、DCISの捜査官がM4を装備。
『トランスフォーマー』
米軍の兵士が所持。ダットサイトとM203を装備。
『トランスフォーマー/リベンジ』
対ディセプティコン特殊部隊NEST（ネスト）の隊員が使用。
『トランスフォーマー/ダークサイド・ムーン』
対ディセプティコン特殊部隊NESTとNavy SEALs チーム4、アメリカ軍兵士が使用。
『トランスフォーマー/最後の騎士王』
対トランスフォーマー部隊「TRF」、アメリカ軍兵士が使用。ジミーもオプション未装着の本銃を所持している。
『泣く男』
ゴン、チャオズ、ファンがA1を使用。
『ネイビー・シールズ』
『ハート・ロッカー』
イラク駐留米陸軍が使用。
『バイオハザードII アポカリプス』
ラクーンシティ警察特殊部隊「S.T.A.R.S.」が大通りでゾンビを食い止める際にA1を使用する。
『バイオハザードIV アフターライフ』
アンブレラ東京本社の警備隊がA1を使用。EOテック社製レーザーホログラムサイトやレーザーサイト、フラッシュライト付きのフォアグリップなどを装着している。警備隊の1人は本銃の二丁撃ちを行い、別の1人はクローンアリスを背後から射殺する。また、クローンアリスの1人も警備隊から本銃を強奪して使用する。
『バイオハザードV リトリビューション』
『第1作』に登場したレイン・オカンボのクローンのうち、ジル・バレンタイン率いるアンブレラ社の攻撃部隊に属する方がA1を使用。R.I.S仕様で、タクティカルライトやドットサイト、レーザーサイトを装着。また、M203も装着しており、劇中ではニューヨーク郊外エリアでの戦闘で高威力の多弾頭特殊弾を発射する。
『バッドボーイズ 2バッド』
バーガス刑事がKKK襲撃時とタピア邸襲撃時で使用。フラッシュライトとダットサイトを装着。
『バトルシップ』
アーレイ・バーク級ミサイル駆逐艦「ジョン・ポール・ジョーンズ」に乗り込んできたエイリアンを撃退するため、VBSSチームがACOG、フラッシュライト、フォアグリップを装着したA1を使用する。
『フィラデルフィア・エクスペリメント (2012)』
『プラネット・テラー in グラインドハウス』
ダンサーのヒロインがゾンビに噛み千切られた足の義足として使用。射撃はバイク搭乗時かブレイクダンスをするような姿勢をとり、弾切れやリロードの描写はない。オプションのM203を使用してその爆風で大ジャンプもするが、こちらも弾切れの描写は無い。
『ホワイトハウス・ダウン』
ERT隊員、モッツ、テロリスト、デルタフォース隊員がEOテック社製ホロサイトを装備したA1を使用する。
『マイアミ・バイス』
カステロ警部が麻薬密売人のアジト強襲時に使用。ダットサイトとフラッシュライトを装着。
『ミスト』
終盤、米陸軍の兵士がC-more ドットサイト、ACOG、フラッシュライト、フォアグリップ、AN/PEQ-2 レーザーサイトを装着したA1を所持。
『ルパン三世』
香港警察のほか、ジ・アークの武装兵・タイ陸軍が所持。
『ローン・サバイバー』
マイケル・マーフィー大尉とダニー・ディーツ二等兵曹がミニドットサイト、ACOG、AN/PEQ-2 レーザーサイト、M203を装着したA1を、SEALsと陸軍レンジャー部隊がEOテック社製ホロサイトを装着したA1を、パラジャンパーがM68 エイムポイントを装着したA1をそれぞれ使用。
『ロング・キス・グッドナイト』
後半でチャーリー・ボルチモアがテロリストを倒したのちに奪って使用。赤外線機能付きダットサイトが装着されている。劇中では狙撃銃として使用し、ミッチ・ヘネシーを援護する。
『ワールド・ウォーZ』
パラジャンパーとSEALs隊員がA1を使用。

## テレビドラマ
『24 -TWENTY FOUR-』
シリーズ全般に登場。
『CSI:科学捜査班』
第10シーズン「ベガスに死す」に登場。射撃場の壁にAR-15と書かれた紙の下に飾ってある。
第12シーズン「殺人兵器」に登場。隠し部屋の壁に掛けてある。
『CSI:マイアミ』
第9シーズン「殺人オンエア」に登場。
『Dr.HOUSE』
第2シーズンに登場。
『Hawaii Five-0』
シーズンを通してホノルル市警察のSWAT隊員がホロサイトやフォアグリップなどでカスタムしたM4A1を使用。またシーズン8ではDEA捜査官や州兵も使用した。
『HiGH&LOW THE RED RAIN』
園会幹部が使用。
『MR.BRAIN』
北里 陽介（上川隆也）がビルの窓から表彰式中の警察庁副長官を狙撃する際に使用。
『NCIS:LA 〜極秘潜入捜査班』
『PERSON of INTEREST 犯罪予知ユニット』
第3話に登場。
『S.A.S. 英国特殊部隊シリーズ』
SAS隊員が全シリーズで使用。
『THE LAST OF US』
テレビドラマ版に登場。パンデミック発生直後にハイウェイを閉鎖した米軍兵士が装備していたほか、本編となる20年後の世界でFEDRA（連邦災害対応管理庁）の兵士らが装備している。主人公ジョエルも第1話でFEDRAの兵士から鹵獲して使用するが、第3話で「弾の入手が困難」との理由により隠し場所に保管された。また、カンザスシティの反乱グループもFEDRAから鹵獲したものを大々的に使用している。第9話では抵抗勢力「ファイアフライ」の兵士らも装備しており、銃撃戦で使用する。
『相棒』
Season5の第1話冒頭で、愛国者気取りのミリタリーマニア集団がホームレス狩りに用いたエアガンの一部がM4。
Season10の第18話で、狙撃殺人事件の凶器として登場。スコープとバイポッド付き。
Season13の第10話で、大掛かりな復讐計画を用意した犯人グループが、標的の1人を犯罪者に仕立てるべく人質を取って侵入させた空家の一室に置かれていたのがMWS。室内に仕掛けられたカメラの前で犯人に言われるまま乱射し、その光景をネットで生中継された上、空家に踏み込んだ甲斐亨によって「銃刀法違反と不法侵入」の罪状で現行犯逮捕させるための道具とされ、最終的には警察に押収される。
『ウォーキング・デッド』
米軍兵士が使用。
『仮面ライダーアマゾンズ』
志藤真や黒崎隊隊員や機動部隊隊員が使用。
『仮面ライダーゼロワン』
内閣官房室直属の対人工知能特務機関AIMZの隊員達が部隊章の刻まれた本銃を標準装備する。
『コードネームミラージュ』
架空の警察組織K13のエージェントであるミラージュがホロサイトやフォアグリップを装着したものを装備。敵狙撃手を狙撃し返す際や、鯨岡を護衛する武装集団と交戦する際に使用する。また元自衛官の男が企んだ狙撃事件において、スコープを装着したM4のエアガンが使用される。
『ザ・ラストシップ』
駆逐艦ネイサン・ジェームズのクルーが地上戦や白兵戦で使用する。またクルー以外にも途中から乗艦したPMC社員のテックスや豪州海軍のウルフ上等兵曹、途中から味方になったタケハヤ率いる海賊グループも貸し出された物を使用。
『ジウ 警視庁特殊犯捜査係』
新世界秩序の武装集団が所持。撮影にはエキストラの物が使われた。
『ジェネレーション・キル』
イラク戦争における第1海兵師団・第1偵察大隊を描いたHBO製作によるTVドラマ。偵察大隊の主力ライフルとして、M16A2と共にRASを装着したM4を隊員達が装備。ほぼ全員がAN/PAQ-4(作品内ではP「E」Q-4と呼称)をレイルに装着している他、主人公の1人であるブラッド・"アイスマン"・コルバート軍曹はACOGおよびAN/PVS-17、M203を装着している。
『都庁爆破!』
同名小説のテレビドラマ化、終盤、東京都知事の要請でテロリストに占拠された都庁第一庁舎に突入する自衛隊が装備。
『世にも奇妙な物語』
「ヴァーチャルメモリー」に登場。
『ライ・トゥ・ミー 嘘は真実を語る』
第2話「小隊の秘密」にて登場。
『新空港占拠』
かながわ新空港を占拠した武装集団獣のメンバーのの一部がキャリングハンドル装着状態のM4A1を使用する。どこからM4を入手下のかは一切不明である。

## アニメ
『Angel Beats!』
第12話で仲村ゆりがCQB-Rを使用。フォアグリップ、ホロサイト、ドラムマガジンを装着している。
『GANTZ:O』
自衛隊の特殊作戦群の隊員達が使用する。
『青の祓魔師』
『亜人』
第1話で神の兵（最初の亜人）が、第5・6話で佐藤がA1を使用。いずれもフォアグリップ、ホロサイトを装着している。また、第12話でSATが使用するが、こちらはアクセサリー無装着。
『ささみさん@がんばらない』
『さばげぶっ!』
経堂麻耶がA1（Mk.18 Mod0）を使用する。ただ、サバゲとなると真っ先にやられてしまう。
『真剣で私に恋しなさい!』
『絶園のテンペスト』
『バイオハザード: ヴェンデッタ』
クリス・レッドフィールド含むBSAAの隊員が使用する。
『武装中学生』
『ルパン三世 血の刻印 〜永遠のMermaid〜』

## 漫画
『ANGEL PARA BELLUM エンジェルパラベラム』
『暗殺教室』
エアガンが登場。各生徒への支給品でもある。E組の狙撃手、千葉龍之介と速水凜香が狙撃目的として漫画版もあり。
『ウォースパイト〜マルスの目〜』
『海竿』
『がっこうぐらし！』
『神様のメモ帳』
漫画版の第2巻で少佐/向井 均（むかい ひとし）が所持。
『キューティクル探偵因幡』
『銀魂』
『勤務中異常なし』
『ザ・マシーン・ガン・ドーターズ』
『仕切るの?春日部さん』
第8話にて日高シンディーが所持。
『自宅警備姫テラス』
『不死の猟犬』
国連防疫事務所の兵士達が使用。
『しょーがくせれぶ』
小野瀬めありの父がペイントガンを所持。
『侵略!イカ娘』
『セブンスドラゴン2020 EGO』
『デストロ246』
『とでんか少年探偵団』
アメリカ兵が所持。
『貧乏神が!』
『僕の彼女はサイボーグ』
『ヨルムンガンド』
ワイリとアメリカ海兵隊スカウトスナイパーがA1を使用。
カットスロート隊員がCQB-Rとディプロマットを、SR班がA1とCQB-Rを使用。
『ルシフェルの右手』

## 小説
『ゲート 自衛隊 彼の地にて、斯く戦えり』
特殊作戦群が使用。外伝ではM203を装着している。漫画版ではホロサイト(ACOGの時も有)、グリップポッド、AN/PEQ-15 レーザーサイト、タクティカルライト、サプレッサーを装着した物を使用する。また、アニメ版には登場しない。
『交戦規則-ROE-』
黒崎視音の小説。特殊作戦群が使用。新潟市内に潜伏した北朝鮮工作員らとの戦闘に使用される。
『ゴルゴタ』
深見真の小説。冒頭で特殊作戦群がA1を使用。石川県に上陸した北朝鮮工作員との戦闘に使用されるほか、一部の隊員はM203グレネードランチャーを装備したものを使用している。本編では特殊作戦群を退いた主人公・真田が密輸品の本銃を購入し、妊娠中の妻を惨殺した不良少年らへの復讐と、不良少年らを保護する警察官らとの戦闘に使用する。
『ゾンビ3.0』
石川智健の小説。世界中でゾンビが発生した中、元アメリカ軍人のYouTube配信者が死亡した州兵から借り受けたA1を使用する。
『日中尖閣戦争』
特殊作戦群の二曹がA1を所持しているが、北小島に上陸する際に中国軍の襲撃を受け、そのはずみで波にさらわれてしまう。
『ブラッドバス』
深見真の小説。主人公の一人である自衛官がA1を使用。主人公らの訪れた中国雲南省の街、深紅馬鎮で彼らが陰謀に巻き込まれた際、自衛のために現地の銃器密売人から購入。その後、現地での戦闘に使用する。

## ゲーム
『Alliance of Valiant Arms』
ACOGスコープを付けるなど、カスタマイズが可能。その他に架空銃でBumblebee（蜂）.Chrome（ステンレス）が登場する。
2016年5月の大型SYSTEM Upgradeにより初期武器として配布されるようになった。
以後、極めて使用者が少なかった、M4A1が多様な場所で使用されるようになった。
反動が少なく、命中精度も良いので様々な階級のPlayerに使われている。
『ARMA 2』
A1がフォースリーコン隊員の装備として登場。複数のバリエーションが登場するが、ほとんどにR.A.Sや光学照準器などが装着されている。また、拡張パックの"Operation Arrowhead"ではブッシュマスター製のクローンモデルであるA3がチェコ軍の第601特殊作戦群やPMCコントラクターの装備として登場する。
『BLACKSHOT』
A1がM16A1と共に登場。ゲーム内通貨で購入可能。別途サプレッサーやスコープを付けられる。迷彩柄も数多くある。
『九龍妖魔學園紀』
主人公の武器として使用可能。
『DISASTER DAY OF CRISIS』
特殊部隊STORMが使用。
『Dead Trigger』
「COLT M4」という名前で登場。
『Dead Trigger2』
「M-4」という名前で登場。
『HOMEFRONT』
大朝鮮連邦によって国土の西半分を占領されたアメリカにて、アメリカ軍の装備として登場。プレイヤーも使用できる。
『Just Cause 2』
「Assault Rifle」の名称でA1が登場する。
『MASSIVE ACTION GAME』
ベイラー陣営のアサルトライフルとして登場。初期から使えるライフルで、性能は平均的。ダットサイト、グレネードランチャー、ACOGスコープ、フォアグリップを装備できる。
『OPERATION7』
自分でパーツを選択・組み立てを行う。バレルを短くしてコマンドーモデルにしたり、逆に長くしてスナイパーモデルにすることができる。
『Operation Flashpoint: Dragon Rising』
アメリカ海兵隊陣営で使用可能なアサルトライフルとしてA1が登場する。EOTec社製ホロサイトを搭載した近接戦闘仕様やACOGを搭載したマークスマン仕様などを選択可能。
『PAYDAY: The Heist』
「AMCAR-4」の名称で登場する。プレイヤーが装備できる他、敵キャラクターとして登場するSWAT部隊も装備している。
『SOCOM U.S.NAVY SEALS FIRETEAM BRAVO』
プレイヤー用武器として登場。サプレッサーやナイトビジョンなどが装着できる（SOPMOD）。
『surviv.io』
消音器が最初から装着された状態で「M4A1-S」として登場。
『SWAT 4』
A1が登場。ゲーム内で最もストッピングパワーに優れたアサルトライフルとされる。
『THE スナイパー2』
ステージ1のみ主人公が照準器を装備して狙撃に使用する。
『TrueCombat:Elite』
Specopsで、SOPMODモデルおよび通常モデルが登場する。
『Warface』
M4A1が登場。他にもカスタムバージョンにM4A1 Custom、強化バージョンにM4A1 Special Shadow が使うことができる。
『WarRock』
連射性と命中率が優れている武器。使用者がAK-47の次に多い。
『X operations』
ゲーム中では最も平均的な銃。
『アンチャーテッドシリーズ』
『UC1』『UC2』『UC:GA』の後半で多く登場するアサルトライフル上位版。集弾率が大きく改善されているが、リロードは相変わらず遅い。『UC2』のマルチプレイにも登場するが、入手が困難。『UC3』ではこれの代わりにH&K HK416が「M9」という名称で登場する。
『エースコンバット アサルト・ホライゾン』
アメリカ陸軍兵士とデルタフォースのブラボー隊が使用する。
特に、ブラボー隊のものはAN/PEQ-2レーザーサイトとACOGスコープが装着されている。
『怪盗ロワイヤル-zero-』
「N4B1」の名称で登場。
『カウンターストライク』
「マーヴェリックM4A1」の名称で登場。カウンターテロリスト（CSNEOではNEO）陣営のみ購入可能。サプレッサー装着可能。最新作のCSGOとCSCZを除いてリロード方法も実物とは異なりマガジンキャッチを押さずに直接マガジンを引き抜き、更に給弾するためにボルトフォワードアシストを引っ張る。さらにM4A1を取り出す際も、チャージングハンドルを引かずに、本来押し込むべきものであるボルトフォワードアシストを引っ張る仕様になっている。
『グランド・セフト・オートシリーズ』
『GTA:VC』
軍事基地にいる軍隊のみが使用する。ただし、作中設定の1986年はM4の開発よりも前。
『GTA:SA』
手配レベル6で登場する州兵が使用。作中設定は1992年だが、実際に配備されたのは2年後の1994年。また、装弾数が50発であり、本物とは異なっている。
『GTA:LCS』
隠しパッケージを集めると隠れ家に登場する他、中盤以降の敵が使用。
『GTAIV』『GTAIV:TLAD』『GTAIV:TBoGT』
「カービンライフル」という名称でA1が登場。キャリングハンドルが外され、ZM社のLR-300に装着されている物と同様のリアサイトが装着されている。
『クロスファイア』
A1の他にM4カスタム、M4サイレンサーなどが存在する。
『ゴーストスカッド』
ICカードを使用した際やWii版で入手できる銃器に、本銃をベースにした「AR4A」という機関銃が登場する。
『ゴーストリコン ワイルドランズ』
プレイヤーや敵である麻薬カルテルが使用する。何故か装弾数は20発しかない。
『コール オブ デューティシリーズ』
『CoD4』
キャンペーンでフォースリーコンとSAS隊員の装備として登場。ドットサイトやAN/PEQ-2レーザーサイトなどが装着されている。マルチプレイでも階級を上げることで使用できるようになり、M203 グレネードランチャーやACOGスコープなどを任意で装着できる。
『CoD:MW2』
キャンペーンに登場する友軍陣営のほとんどが使用。ロアレシーバーとストックがデザートカラー（一部ミッションに限り冬季迷彩）に塗装され、A.R.M.S.社製のレールハンドガードが装着されている。マルチプレイでは初期装備として登場。前作の光学照準器や擲弾発射機・サプレッサーに加え、マスターキーや赤外線スコープなども装着できる。
『CoD:MW3』
キャンペーン（主にアメリカ軍のパート）で登場。マルチプレイでも登場する。普段はフォアグリップを装着しているが飾りであり、M203やショットガンを装着しても反動は変わらない。
『CoD:IW』
「NV4」というM4を近未来な外見をした架空のアサルトライフルが登場。
『CoD:MW(2019)』
Mk.18 Mod1モデルが登場。マルチプレイモードではガンスミスで様々な仕様にカスタマイズが可能。M16のパーツの装着も可能となっている。更にM4のクローンであるSIG MCXも「M13」という名義で登場している。
『CoD:mobile』
初期武器のAR枠の一つとして登場。反動は少ないが威力が低めの武器として位置づけられている。
『CoD:MWII』
URG-Iモデルが登場。マルチプレイモードではガンスミス2.0にてレシーバーを変更すると、.458 SOCOM弾仕様のフォージタックリーコンやFSS HURRICANE、556 Icarus等の別カテゴリーの銃へ改造する事が可能。
『荒野行動』
通常物資として登場。「M4A1」の名称で、「M4A4」という名称でL119が登場。
『ゴールデンアイ 007（Wiiリメイク版）』
キャンペーン、マルチプレイに「Terralite III」の名称で登場。全体的に性能が高く、リロードがやや遅い。グレネードランチャー、ACOGスコープ、サプレッサーなど、ほとんどの改造パーツを装着可能。
『サドンアタック』
万能かつクセがないので人気。反動が少ないので、ヘッドショットを出しやすい。
『スペシャルフォース』
ゲーム内通貨で購入可能武器として登場。ゲームオリジナルとして金の塗装を施したGOLD_M4A1も期間限定発売された。
『ドールズフロントライン』
萌え擬人化されて星4戦術人形「M4A1」「M4 SOPMODII」として登場。M4A1は本作の主人公であり、特殊部隊「AR(Anti Rain)小隊」の隊長。M4 SOPMODIIはAR小隊のメンバーの1人である。
『バイオハザードシリーズ』
『バイオハザード3 LAST ESCAPE』『バイオハザード RE:3』
U.B.C.S隊員、カルロス、主人公のジルが使用。『RE:3』ではカルロスの操作時のみに、「スコープ」「タクティカルグリップ」「デュアルマガジン」のカスタムパーツとの装着ができる。
『バイオハザード RE:4』
「CQBR Assault Rifle」の名称として登場。チャプター10のギミックか武器商人から購入できる。2段切り替えの低倍率スコープと3段切り替えの高倍率スコープ、一部の敵の体内のプラーガを見える特殊スコープとの装着ができる。
『バイオハザード アウトブレイク/アウトブレイク FILE2』
終盤ステージなどで入手・使用可能。
『バトルフィールドシリーズ』
『BF2』
USMC特殊兵の標準装備として登場する。
『BF2MC』
USMC特殊部隊の標準装備としてSOPMODモデルが登場する。
『BF3』
カービンとしてM4およびM4A1が登場する。
『BF4』
全兵科共通のカービンとしてM4が登場。
『パラサイト・イヴ2』
主人公、アヤ・ブレアが装備可能な銃としてM4A1が登場するが、実銃とは異なりセミオート射撃と3点バースト射撃しかできず、フルオート射撃は不可能。また、M9バヨネット・M203・マガジンクリップのような現実に存在する物や、高出力科学レーザー砲「ジャベリン」・120万ボルトのスタンガン「ハンマー」・カートリッジ式の火炎放射器「パイク」といった架空の物による改造が可能。
『フォートナイト』
「アサルトライフル」という名称で宝箱及びフロア戦利品（フィールドドロップ）で手に入る。
『マーセナリーズ』
プレイヤーの初期装備として登場する。韓国軍と国連軍も使用する。
『マーセナリーズ2 ワールド イン フレームス』
「カービン」の名称でA1が登場する。ユニバーサル石油の傭兵部隊や連合軍の衛生兵が使用している。
『メタルギアシリーズ』
『MGS2』
雷電・スネーク・ネイビーシールズ隊員が使用。レーザーサイト付き。
『MPO+』
ネイビーシールズ隊員とハイテク兵、オールド・スネークが所持。オールド・スネークはSOPMODモデル。
『MGS4』
レイルシステムを装備。スネークの標準装備でもある。
『レインボーシックス シージ』
MAVERICKのメインウェポンとして使用可能。
『BulletForce』
初期武器として配布される。

## その他
林信吾『反戦軍事学』
文中の架空戦記の中に、「09式小銃」の名で日本国国防軍の主力小銃として登場。「アメリカの押し付け憲法」を改正して創設された国防軍が、アメリカに押し付けられた兵器をコピーするという矛盾が、主人公の口から語られる。